# Réserve de biodiversité des Lacs-Vaudray-et-Joannès
 (août 2024).
Si vous disposez d'ouvrages ou d'articles de référence ou si vous connaissez des sites web de qualité traitant du thème abordé ici, merci de compléter l'article en donnant les références utiles à sa vérifiabilité et en les liant à la section « Notes et références ».
La réserve de biodiversité des Lacs-Vaudray-et-Joannès est une aire protégée du Québec située sur le territoire de Rouyn-Noranda. Cette réserve a pour mandat de protéger des échantillons représentatifs de la diversité biologique de la région naturelle des Basses-terres du lac Témiscamingue. Elle est créée au début de l'année 2007 et elle est la seule réserve de biodiversité au Québec. La réserve porte le nom des deux principaux lacs du territoire.

## Localisation
La réserve de biodiversité des Lacs-Vaudray-et-Joannès est située à 20 km à l'est du centre-ville de Rouyn-Noranda. Le public y accède par la route 117, par le chemin Joannès-Vaudray, près du secteur McWatters de Rouyn-Noranda. La plupart des activités du site sont offertes par le centre éducatif forestier du Lac-Joannès.

## Géographie
La réserve de 193,07 km2 est entièrement comprise dans la ville de Rouyn-Noranda. Le territoire de cette réserve englobe le lac Vaudray et la rivière Vaudray.

## Faune
La réserve de biodiversité abrite les mammifères suivants : le porc-épic d'Amérique (Erethizon dorsatum), l'écureuil roux (Tamiasciurus hudsonicus), le castor du Canada (Castor canadensis), le grand polatouche (Glaucomys sabrinus), le rat musqué (Ondatra zibethicus), l'orignal (Alces alces), le lièvre d'Amérique (Lepus americanus), la belette à longue queue (Mustela frenata), l'hermine (Mustela erminea), la martre d'Amérique (Martes americana), le pékan (Martes pennanti), le vison d'Amérique (Mustela vison), la Mouffette rayée (Mephitis mephitis), la loutre de rivière (Lontra canadensis), l'ours noir (Ursus americanus), le loup gris (Canis lupus), le coyote (Canis latrans), renard roux (Vulpes vulpes) et le lynx du Canada (Lynx canadensis).
Le promeneur y retrouve aussi 118 espèces d'oiseaux dont 98 y nichent. Parmi ceux qui nichent : le canard noir (Anas rubripes), la sarcelle d'hiver (Anas crecca), le harle bièvre (Mergus merganser), le fuligule à collier (Aythya collaris) et le garrot à œil d'or (Bucephala clangula). Dans les forêts feuillues on retrouve l'autour des palombes (Accipiter gentilis) et le Grand Pic (Dryocopus pileatus), on retrouve aussi le grimpereau brun (Certhia americana) dans les forêts de conifère.
Le lac Joannès est fréquenté par 14 espèces de poissons et le lac Vaudray par 8 espèces.

## Parc Aventure Joannès

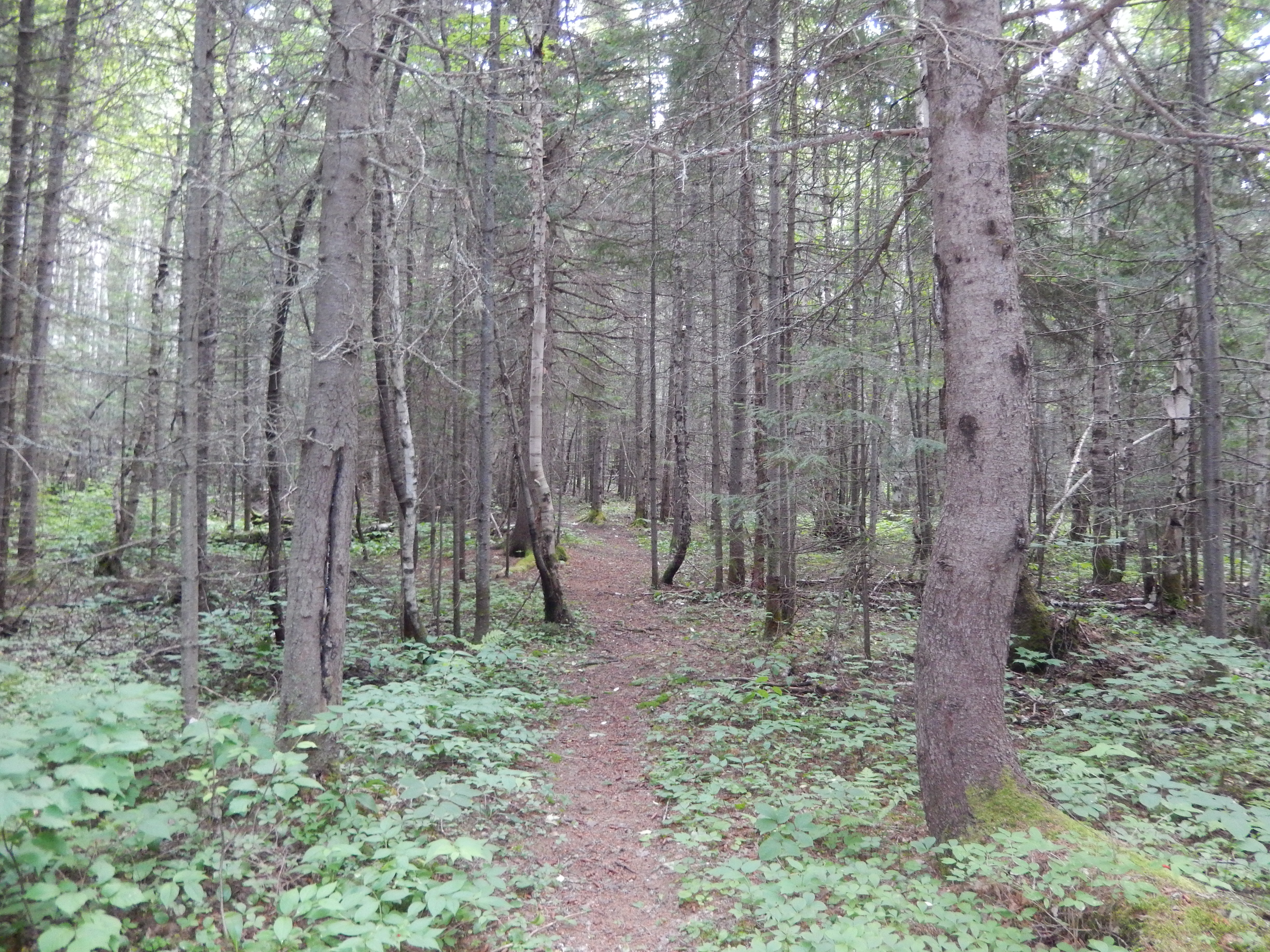
Sentier dans le parc aventure Joannès.

Le parc aventure Joannès est situé sur les rives du lac Joannès. Le parc est créé en 1972 en tant que centre éducatif forestier et est ultérieurement complété par plusieurs attractions — dont, en juin 2012, « Arbre en Arbre » et le « Raid des Kamikazes » en 2014, une course à obstacles dans la forêt boréale — et aménagements de sentiers,. Sa mission est de protéger un territoire et d’éduquer la population sur l’écologie.
Le parc dispose de terrains aménagements permettant la randonnée pédestre (sur 20 km de sentiers), la raquette (sur 13 km de sentiers), la baignade et le vélo tout-terrain (sur 55 km de sentiers). Le parc d'activités comporte également un terrain de baby-foot géant, un minigolf, différentes aires de pique-nique, plusieurs tyroliennes, une plage et un labyrinthe géant.